# Павел VI
Святой Па́вел VI (лат. Paulus PP. VI, итал. Paolo VI; в миру — Джова́нни Батти́ста Энри́ко Анто́нио Мари́я Монти́ни (итал. Giovanni Battista Enrico Antonio Maria Montini); 26 сентября 1897, Кончезьо, Ломбардия, Королевство Италия — 6 августа 1978, Кастель-Гандольфо, Лацио, Италия) — папа римский с 21 июня 1963 года по 6 августа 1978 года. Провёл основную часть Второго Ватиканского собора. Беатифицирован 19 октября 2014 года папой римским Франциском. 14 октября 2018 года им же канонизирован.

## Биография
Джованни Баттиста Энрико Антонио Мария Монтини родился 26 сентября 1897 года в городе Кончезьо в провинции Брешиа в семье провинциального политика (председателя Избирательного союза католиков, члена Народной партии, трижды избирался в парламент Италии), землевладельца, адвоката и журналиста Джорджо Монтини и Джудетти Альгизи (руководитель организации женщин-католичек Брешии). Был старшим братом итальянского политического деятеля Людовико Монтини. Обучался в Коллегии Чезаре Аричи, которой руководили иезуиты. В 1913 году прервал своё обучение по состоянию здоровья. В 1916 году окончил гимназию Арнольдо ди Брешиа, после чего в октябре 1916 года поступил в семинарию города Брешиа, где обучался в течение последующих четырёх лет.
29 мая 1920 года епископом Джачинто Гаджа был рукоположён в священника в кафедральном соборе Брешиа. В ноябре 1920 года переехал в Рим, где стал изучать гражданское и каноническое право в Папском Григорианском университете и философию и литературу в Римском университете. В 1923 году перешёл на учёбу в Папскую Церковную академию. C июня по октябрь 1923 года работал в Варшаве в апостольской нунциатуре, некоторое время под руководством Аброджио Ратти, будущего папы Римского Пия XI. В 1924 году возвратился в Италию, где закончил своё обучение, получив три докторские степени по философии, каноническому и гражданскому праву. В октябре 1925 года был назначен капелланом студенческой организации «Federazione Universitaria Cattolica Italiana».
13 декабря 1937 года был назначен статс-секретарём Государственного секретариата Ватикана, где работал под руководством государственного секретаря Ватикана кардинала Эудженио Пачелли, который после смерти Римского папы Пия XI был выбран Римским понтификом Пием XII. 1 ноября 1954 года, после смерти Альфредо Ильдефонсо Шустера, папа Пий XII назначил Монтини архиепископом Милана. 12 декабря 1954 года в соборе святого Петра состоялось рукоположение в епископа, которое совершил кардинал Эжен Тиссеран в сослужении с епископом Брешиа Джачинто Тредичи и вспомогательным епископом архиепархии Милана и титулярным епископом Фамагусты Доменико Бернареджи.
Будучи миланским архиепископом, Джованни Батиста Монтини считался папабилем. Несмотря на то, что он не входил в коллегию кардиналов, в 1958 году он получил на конклаве несколько голосов. 17 ноября 1958 года, спустя три недели после избрания Иоанна XXIII, в издании «L’Osservatore Romano» было объявлено о скором возможном назначении нескольких новых кардиналов, в списке которых Джованни Батиста Монтини занимал первое место. 15 декабря 1958 года Иоанн XXIII объявил Джованни Монтини кардиналом-священником с церковным титулом Санти-Сильвестро-э-Мартино-ай-Монти.
После смерти Иоанна XXIII 3 июня 1963 года в Ватикане 19 июня собрался конклав Коллегии кардиналов. Джованни Баттиста Монтини был избран Римским понтификом на пятом раунде конклава (65 голосов из 80). Коронация Павла VI состоялось 30 июня на площади перед Собором Святого Петра. Павел VI был последним папой, который родился в ХІХ столетии, и последним папой, коронованным при избрании тиарой — Иоанн Павел I отменил эту традицию. Свою тиару Павел VI подарил Базилике Непорочного зачатия в Вашингтоне.
Павел VI завершил начатый его предшественником Второй Ватиканский собор и до своей смерти следил за подготовкой соборных документов. Павел VI завершил III и IV сессии Второго Ватиканского собора. Во время III сессии участники собора рассматривали роль епископов в Католической церкви. Павел VI издал специально для этой сессии пояснительную записку о папском примате, которая была расценена некоторыми участниками собора как вмешательство в ход собора. Американские епископы во время III сессии настаивали на скорейшем принятии документов о свободе вероисповедания. В ответ на их настойчивость Павел VI предлагал принять документы о свободе вероисповедания в рамках документов об экуменизме. Решением Павла VI третья сессия собора завершилась 21 ноября 1964 года присвоением Деве Марии титула Матери Церкви. Между III и IV сессиями Павел VI занимался реформами Римской курии, пересмотром Канонического права, правилом венчания смешанных пар и контролем над рождаемостью. Все эти проблемы были предложены участникам IV сессии, которая была закрыта 8 декабря 1965 года.
Во время своего понтификата Павел VI часто подвергался различным нападкам, в том числе за ревизию Тридентской мессы со стороны консерваторов, за реформирование святцев (были вычеркнуты более 200 имён святых), ликвидировал Апостольскую канцелярию, упразднил индекс запрещённых книг (возложив на совесть отдельного христианина обязанность избегать всех сочинений, опасных для веры и нравственности, и в то же время отменив существовавший ранее церковный закон и соответствующие порицания), расширил состав кардинальской коллегии в основном за счёт стран «третьего мира» и был предметом множества слухов и сплетен. За несколько месяцев до своей смерти он отправил торжественную мессу по смерти Альдо Моро, убитого «Красными бригадами» (пока Моро был в заложниках, понтифик предлагал себя в обмен на него), и после длительной болезни умер в своей летней резиденции от сердечного приступа).
В 1970 году в международном аэропорту Манилы на него было совершено покушение: художник-сюрреалист Бенхамин Мендоса-и-Амор Флорес бросился на папу с кинжалом.
Подарил кардиналам право не преклонять колена, приветствуя папу римского и право сидеть на аудиенциях
Скончался 6 августа 1978 года в резиденции Кастель-Гандольфо на 81-м году жизни от сердечного приступа.

## Церковные реформы

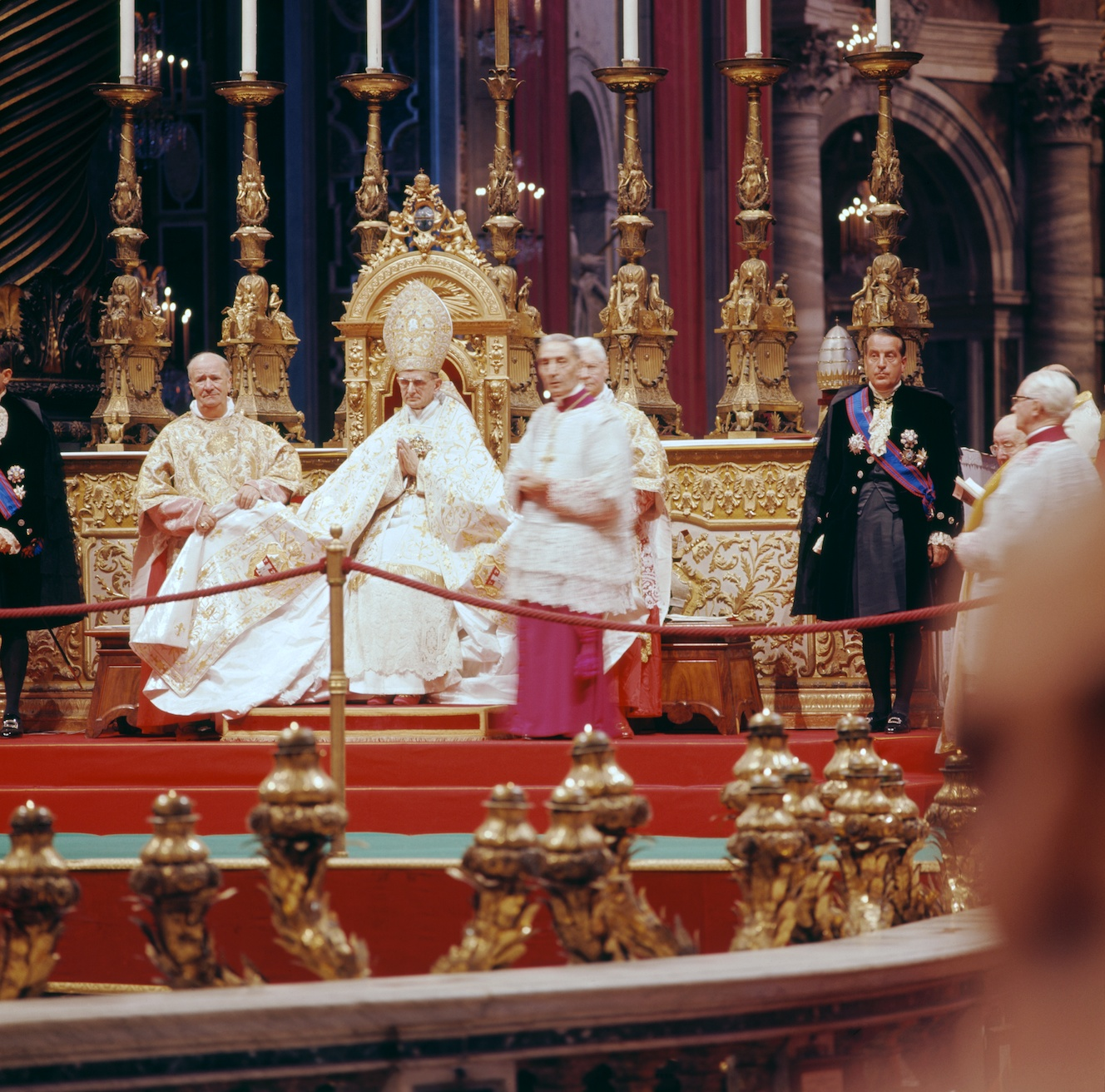
Фотография Павла VI, фотограф Л. Воллех, 1963 г.

18 сентября 1965 года учредил Синод епископов как постоянное церковное учреждение, исполняющего консультативные функции. Во время его понтификата было проведено несколько Синодов епископов. Один из самых известных Синодов, посвящённый евангелизации современного мира, состоялся 9 сентября 1974 года. Проработав в Римской курии с 1922 по 1954 год и непосредственно знакомый с её деятельностью, Павел VI провёл её реорганизацию в несколько этапов.
1 марта 1968 года утвердил регламент деятельности Римской курии, разработка которого началась ещё при Пие XII.
28 марта 1968 года издал бреве «Pontificalis Domus», которым сократил штат Римской курии. Своими более поздними апостольскими конституциями сократил в Римской курии представительство итальянских кадров.
Изменил правило избрания нового папы, ограничив возрастной предел кардиналов, участвующих в конклаве, 80-летним возрастом. 11 февраля 1965 года издал motu proprio «Ad purpuratorum Patrum Collegium», которым ввёл патриархов Восточных католических церквей в состав Коллегии кардиналов. В motu proprio «Ecclesiae Sanctae» от 6 августа 1966 года он указал, что кардиналы, достигшие семидесятипятилетнего возраста, должны уходить на покой. Это требование стало применяться с 21 ноября 1970 года. Этим установлением он достиг уменьшения возраста выбираемых кардиналов и интернационализации Римской курии.
Среди реформ Римской курии самыми значимыми являются следующие нововведения Павла VI:
- 1964 год — основание Папской комиссии по средствам массовой коммуникации и Секретариата диалога с нехристианами;
- 1965 год — Секретариат по диалогу с неверующими. Реформация инквизиции, во время которой она была переименована в Конгрегацию доктрины веры. Были изменены каноны 1399 и 2318 Кодекса канонического права, касающиеся инквизиции, и отменён Индекс запрещённых книг;
- 1967 год — Папский совет по делам мирян, Папский совет «Iustitia et Pax» и префектуры папского двора;
- 1969 год — Международная богословская комиссия;
- 1971 год — Папский совет «Cor unum».

26 июня 1967 года назначил архиепископа Кароля Войтылу кардиналом и издал две свои самые известные энциклики — о целибате («Sacerdotalis caelibatus» 24 июня 1967 года) и o контроле над рождаемостью («Humanae vitae» 24 июля 1968 года). В «Humanae vitae» Павел VI, не отвергая человеческую сексуальность, осудил искусственный контроль над рождаемостью и контрацепцию, что вызвало резонанс в некоторых слоях общества. Павел VI был обвинён в ретроградстве и консерватизме сторонниками технологического прогресса и неомальтузианцами, утверждавшими, что контрацепция в частности может избавить страны третьего мира от голода и продовольственных проблем. Но энциклика, правда с некоторыми оговорками, была позднее поддержана Иоанном Павлом II.
В понтификат Павла VI были внесены существенные изменения в римский миссал. 3 апреля 1969 года он выпустил апостольскую конституцию «Missale Romanum», которой утвердил новый порядок мессы, который включал в себя разрешение использования национальных языков, разрешение священнику совершать мессу лицом к народу, некоторые текстовые изменения и др. Были также внесены изменения в общий римский календарь святых — вместо прежней сложной системы введена трёхступенчатая ранжировка: память, праздник, торжество (память при этом может быть обязательной и факультативной), память некоторых святых добавлена, память некоторых исключена (что автоматически перевело этих святых в ранг местночтимых). В последующие 1967, 1968, 1969 и 1970 годы он издал несколько других постановлений, который вносили изменения в чин мессы.
Павел VI в 1968 году сформулировал Символ веры Народа Божия.

## Экуменическая деятельность
Исполняя решения Второго Ватиканского собора, Павел VI призывал к экуменической деятельности среди других христианских конфессий и нехристианских религий. Он стал первым римским понтификом с IX века, посетившим александрийского (в 1973 году) и константинопольского (в 1964 году) патриархов. Он ввёл в богословский католический оборот фразеологизм «Церкви-сёстры». Встреча с константинопольском патриархом Афинагором, которая состоялась в Иерусалиме в 1964 году, привела к взаимному снятию анафемы, что стало стимулом к возникновению обширного экуменического диалога между Католической и православными церквями. 7 декабря 1965 года была обнародована совместная Католическо-православная декларация, которая подтвердила, что раскол между двумя церквами не преодолён, тем не менее, обе стороны выражали стремление к примирению.
В мае 1973 года в Ватикане состоялась встреча между Павлом VI и коптским Александрийским патриархом Шенудой III. Позднее между ними состоялись ещё несколько встреч, результатом которых стало совместное заявление под названием «Credo» о том, что между Католической и Коптской церковью нет догматических расхождений в вероучении.
В 1964 году Павел VI, будучи в Бомбее, посетил католикоса Маланкарской православной церкви Базелиуса Аугена I.
2 декабря 1960 года состоялась первая официальная встреча со времён английской Реформации между Павлом VI и Кентерберийским архиепископом Англиканской церкви Артуром Майклом Рамсеем. В последующие годы состоялись ещё три встречи между ними. По инициативе Павла VI в Риме был открыт англиканский центр, целью которого стала инициация диалога между Католической и Англиканской церквами. Результатом диалогов между Павлом VI и Артуром Майклом Рамсеем стала организация католическо-англиканской комиссии, которая впоследствии выпустила совместную «Мальтийскую декларацию», ставшую первым после Реформации совместным исповеданием веры католиков и англикан.
В 1965 году Павел VI создал совместную рабочую группу для работы со Всемирным советом церквей. В течение последующих трёх лет были проведены восемь сессий этой группы, во время которых были выработаны заявления о совместной деятельности в области социальной справедливости и развития третьего мира. Эта группа приняла решение об ежегодном проведении Недели молитвы, в котором участвовали бы представители Католической церкви и протестантских общин. 19 июля 1968 года в Упсале состоялось заседание Всемирного совета церквей и Павел VI приветствовал это собрание, назвав его «знамением времени».
В сентябре 1964 года Лютеранская церковь первая из протестантских общин ответила на призыв Павла VI начать диалог. В 1965 году начался диалог с методистами.

## Пастырские визиты

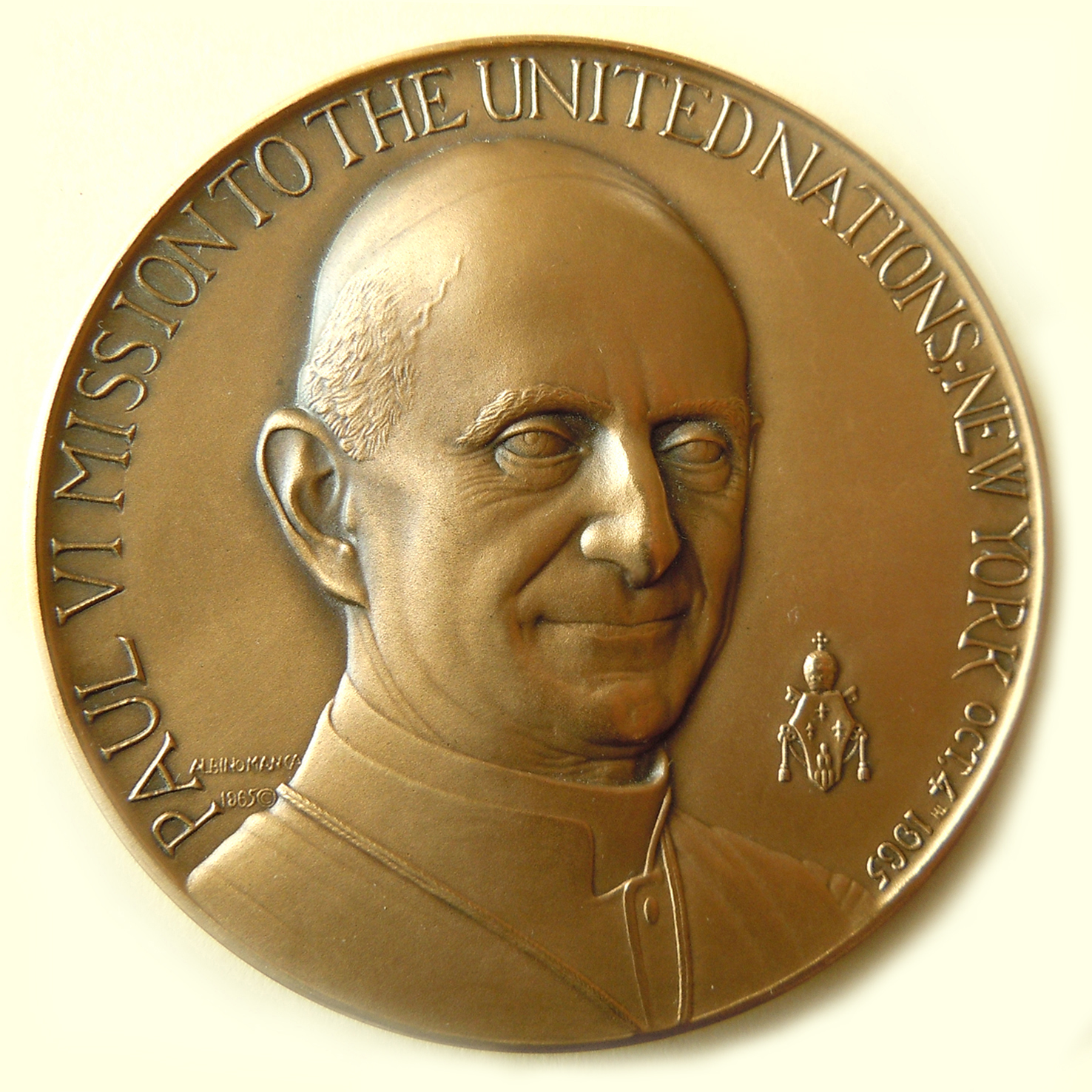
Скульптор Альбино Манка.
Памятная медаль. Бронза.
Визит Папы Павла VI в ООН.
4—5 октября 1965 года.

Страны, которые посетил
Папа римский Павел VI.

Павел VI стал первым Римским папой, который для посещения различных стран начал использовать авиационные перелёты. Павел VI впервые посетил все пять континентов и до Иоанна Павла II вёл наиболее широкую внешнюю политику Ватикана, получив прозвище «папа-пилигрим».
Среди наиболее важных визитов Павла VI были встречи с константинопольским патриархом Афинагором в 1964 году (первой с 1054 года, в ходе которой была подписана совместная декларация о снятии взаимных анафем) и с архиепископом Кентерберийским Майклом Рамсеем.
Во время своего Понтификата он посетил следующие страны:
- Паломничество в Святую Землю (4—6 января 1964 года);
- Посещение Индии, где он участвовал в Международном евхаристическом конгрессе (2—5 декабря 1964 года);
- Визит в ООН (4—5 октября 1965 года);
- Паломничество санктуария Пресвятой Девы Марии Фатимской в Португалии (13 мая 1967 года);
- Посещение Турции, во время которого он посетил Стамбул, Эфес и Измир. Во время этого посещения была встреча с константинопольским патриархом Афинагором I (25—26 июля 1967 года);
- Посещение Колумбии (21—25 августа 1968 года);
- Посещение Женевы в связи с 50-летней годовщины основания Международной организацией труда (10 июня 1969 года);
- Посещение Уганды (31 июля — 2 августа 1969 года).

## Энциклики
Павел VI за время своего понтификата с 21 июня 1963 по 6 августа 1978 года опубликовал 7 энциклик:
| Латинское название        | Русское название                              | Краткое содержание   | Дата написания        | Текст энциклики                                                                     |  |
| 1.Ecclesiam Suam          | «Свою Церковь»                                |                      | 6 августа 1964 года   | «Ecclesiam Suam» Архивная копия от 3 июля 2013 на Wayback Machine (англ.)           |  |
| 2.Mense Maio              | «Месяц май»                                   |                      | 29 апреля 1965 года   | «Mense Maio» Архивная копия от 2 марта 2013 на Wayback Machine (англ.)              |  |
| 3.Mysterium Fidei         | «Тайна веры»                                  |                      | 3 сентября 1965 года  | «Mysterium Fidei» Архивная копия от 11 мая 2012 на Wayback Machine (англ.)          |  |
| 4.Christi Matri           | «Матерь Христа»                               |                      | 17 сентября 1966 года | «Christi Matri» Архивная копия от 17 марта 2012 на Wayback Machine (англ.)          |  |
| 5.Populorum Progressio    | «О прогрессе народов»                         |                      | 26 марта 1967 года    | «Populorum Progressio» Архивная копия от 23 февраля 2009 на Wayback Machine (англ.) |  |
| 6.Sacerdotalis Caelibatus | «О целибате священников»                      | О целибате           | 24 июня 1967 года     | «Sacerdotalis Caelibatus» Архивная копия от 1 июля 2007 на Wayback Machine (англ.)  |  |
| 7.Humanae vitae           | «(Важнейший дар передачи) человеческой жизни» | О человеческой жизни | 25 июля 1968 года     | «Humanae vitae» Архивировано 19 марта 2011 года. (англ.)                            |  |

## В культуре
- Центральной темой беседы главных героев в гостях у Кастеветов в фильме «Ребёнок Розмари» становится визит Павла VI в США.
- В фильме «Крёстный Отец 3» упоминается множество раз, на самом закате своего правления, включая и смерть.
- Биографический фильм «Павел VI — неспокойные времена» (2008).

## Награды
- Великий офицер ордена Святой Агаты (1932, Сан-Марино)[6]